# Экологическая палата России
Экологическая палата России — российская общественная организация, созданная в 2013 году.

## История
Экологическая палата России была создана в ноябре 2013 года в рамках программы президента РФ В. В. Путина по поддержке российских НКО. Организация выступает в качестве коммуникационной и экспертной площадки для взаимодействия экологических организаций, научного сообщества, гражданского общества, экологических СМИ и бизнеса с органами власти; привлечения внимания органов власти и общественности к обсуждению актуальных экологических проблем, выработки решений в сфере экологии и системной реализации экологических инициатив.
Руководство организацией осуществляют бывшие депутаты Госдумы Владимир Семёнов и Владимир Коптев-Дворников. Исполнительный директор — эколог, журналист и издатель экологической портала GREEN CITY Сергей Добролюбов.
С 2012 года Владимир Семёнов и Сергей Добролюбов выпускают печатную газету об экологическом стиле жизни GREEN CITY (ГРИН СИТИ). Её темами стали экологическая культура, защита животных, экологический туризм, зеленая энергетика, транспорт. Постоянные авторы газеты лидеры Центра защиты прав животных «Вита» Ирина Новожилова и Константин Сабинин, философ и зоозащитник Татьяна Горичева. Газета стала платформой, на которой создавалась Экологическая палата России. До 2017 года газета выходила в печатном виде, с 2018 года выходит как электронное СМИ www.greencity.tv в ее основе — YouTube-канал об экологическом стиле жизни В 2014 году при Центре творческих инициатив «Перспектива» был создан Экологический пресс-центр, ставший совместным проектом Экологической палаты России, общероссийского экологического движения «Зелёный век» и газеты «Грин Сити».
С 2013 года Экологическая палата России стала учредители общественной премии экологического признания «Знак экологической ответственности». Согласно уставным документам, он вручается с целью «стимулирования и общественной поддержки предприятий и организаций, стремящихся в своей практической деятельности к продвижению экологических ценностей, популяризации необходимости охраны окружающей среды». Его лауреатами в разные годы становились известные общественные деятели, представители культуры, бизнеса и СМИ. Среди них — МИА «Россия сегодня», писатель Захар Прилепин, протоиерей Всеволод Чаплин, основатель группы «Белая дача» предприниматель Виктор Семёнов.
В 2016 году Экологическая палата России выступила с предложением о замене «Гринписа» и «WWF России» аналогичными российскими организациями, аргументировав это большими финансовыми тратами на собственные нужды офисов. Данная инициатива вызвала бурную реакцию со стороны активистов иностранных фондов. Руководитель WWF России Игорь Честин обвинил Экологическую палату России в ангажированности к Президенту РФ из-за полученного гранта на создание организации, а также скептически высказался по поводу их патриотизма.
Также в 2016 году по инициативе Экологической палаты России были подписаны Патриотический акт экологических организаций и Меморандум о стратегических приоритетах развития экологического патриотизма между общественными движениями «Зелёная Россия», «Кедр» и «Зелёный век».
В 2017 году организация высказалась против строительства комбината синтетического волокна в Вичугском районе Ивановской области, а также выступила с инициативой открытия в Балашихе мусоросжигательного завод а на месте закрытого полигона твёрдых бытовых отходов «Кучино».
29 августа 2017 года организация присоединилась к Глобальному договору ООН, крупнейшей международной инициативе в области устойчивого развития.
Экологическая палата России была организатором «Российской экологической недели» , которая проходила в Москве в 2013 году в центральном «Манеже», в 2015 году — в Центральном доме художника на Крымском валу, в 2017 году — на Манежной площади .
В 2018 году организация выступила организатором экологического форума «Ecoweek Barents», посвящённому Баренц-региону. Форум проходил в норвежском Киркенесе, Никеле и Мурманске с участием представителей Норвегии, Швеции и России.
В 2019 году организация совместно с правительством Хакасии запустила проект по мониторингу атмосферного воздуха региона.
В 2021 году Экологическая палата России учредила Международную экологическую палату (International Ecological Chamber) как инструмент зелёной публичной дипломатии. Было открыто отделение по Северной, Южной Америке и Арктике с постоянным представительством в Бостоне (США), которое возглавил американский эколог Джон Дж. Фитцпатрик.